# Atari 7800
Atari 7800 ProSystem, o simplement Atari 7800, va ser una videoconsola llançada per l'Atari Corporation al mercat estatunidenc al juny del 1986. Una prova preliminar havia ocorregut dos anys abans, encara sota l'Atari Inc. El 7800 havia estat projectat per a substituir el Atari 5200 i restablir la supremacia de l'Atari Corp. sobre Nintendo i Sega. Amb aquest sistema, l'Atari Inc. pretenia solucionar tots els punts negatius del Atari 5200: posseïa joysticks digitals simples, era gairebé totalment i reversiblement compatible amb el Atari 2600 i posseïa un preu atractiu (va ser venut originalment per 140 US$).
El 2009, IGN va triar el 7800 com la seva 17a millor consola de videojocs de tots els temps.

## Característiques tècniques
- UCP: 6502C (SALLY, costumitzat) a 1,79 MHz (1,19 MHz quan els xips TIA o RIOT són accedits)
- Resolució màxima de pantalla: 320×240 (o 288) pixels; paleta de 25 colors de 256.
- Gràfics: xip MARIA a 7,16 MHz
- So: 2 canals via el xip TIA (igual del 2600); xip POKEY opcional
- E/S: xips RIOT i TIA
- Memòria RAM: 4 KiB
- Memòria ROM: 48 KiB per cartutx estàndard (4 KiB de BIOS per seqüència d'inici i encaminament d'interrupcions)